# خدایگان: داستان میکل‌آنژ
خدایگان: داستان میکل‌آنژ (انگلیسی: The Titan: Story of Michelangelo) فیلمی در ژانر مستند به کارگردانی رابرت فلاهرتی است که در سال ۱۹۵۰ منتشر شد. از بازیگران آن می‌توان به فردریک مارچ اشاره کرد.